# Wild on the Beach
Wild on the Beach è un film statunitense del 1965 diretto da Maury Dexter.

## Trama
Lee Sullivan, studentessa di un college della California, eredita una casa sulla spiaggia dal suo defunto zio. Decide di usare l'edificio come casa di accoglienza per le studentesse e pagarsi così gli studi.
Nel frattempo, il suo amico Adam Miller ha la stessa idea di trasformare la casa sulla spiaggia in pensione, ma per ragazzi, sostenendo che ha ricevuto il permesso di farlo dallo zio di Lee prima che questi morisse.
Adam decide di introdurre segretamente le ragazze nella casa, mentre Lee ha la stessa idea per i ragazzi. Naturalmente, i problemi si sviluppano quando gli studenti, sia maschi che femmine si scoprono conviventi. Nonostante i due siano in contrasto, una storia d'amore sboccia tra Lee e Adam.
Il film vede la partecipazione di diversi artisti dell'epoca, tra cui Sonny & Cher (al loro debutto sullo schermo) e la band The Astronauts.